# Triodontella
Triodontella är ett släkte av skalbaggar. Triodontella ingår i familjen Melolonthidae.

## Dottertaxa tillTriodontella, i alfabetisk ordning[1]
- Triodontella aberrans
- Triodontella abyssinica
- Triodontella alni
- Triodontella alternata
- Triodontella angusticrus
- Triodontella aquila
- Triodontella asiatica
- Triodontella boromensis
- Triodontella brevis
- Triodontella brunneipennis
- Triodontella bucculenta
- Triodontella burgeoni
- Triodontella calva
- Triodontella castiliana
- Triodontella colini
- Triodontella congoana
- Triodontella corsica
- Triodontella costipennis
- Triodontella cribellata
- Triodontella dalmatica
- Triodontella demelti
- Triodontella difformipes
- Triodontella dispar
- Triodontella dorsalis
- Triodontella eggeri
- Triodontella ferruginea
- Triodontella flavimana
- Triodontella flavipennis
- Triodontella flavofusca
- Triodontella gerardi
- Triodontella hovana
- Triodontella ikuthana
- Triodontella judaica
- Triodontella lajonquierei
- Triodontella lateristria
- Triodontella leonina
- Triodontella lineolata
- Triodontella lujai
- Triodontella luluensis
- Triodontella massarti
- Triodontella meruana
- Triodontella mimula
- Triodontella modesta
- Triodontella murina
- Triodontella nigripennis
- Triodontella nitidula
- Triodontella nyassana
- Triodontella overlaeti
- Triodontella preissi
- Triodontella procera
- Triodontella raymondi
- Triodontella reitteri
- Triodontella rhodesiana
- Triodontella robusta
- Triodontella rufina
- Triodontella sansibarica
- Triodontella sardoa
- Triodontella schoutedeni
- Triodontella sebakuana
- Triodontella sericans
- Triodontella seydeli
- Triodontella signaticollis
- Triodontella tarsalis
- Triodontella tenella
- Triodontella tinanti
- Triodontella truncata
- Triodontella tunisia
- Triodontella uhana
- Triodontella zuzartei